# Srbija na Dječjoj pjesmi Eurovizije
Srbija se kao neovisna država na Dječjoj pjesmi Eurovizije pojavila 2006. Zanimljivo je da je prvo osigurala sudjelovanje na ovom natjecanju, nego na mnogo poznatijoj Pjesmi Eurovizije. 

## Predstavnici
- 2006.: Neustrašivi učitelji stranih jezika | Učimo strane jezike | 5. mjesto (81 bod)
- 2007.: Nevena Božović | Piši mi | 3. mjesto (120 bodova)
- 2008.: Maja Mazić | Uvek (uvijek) kad u nebo pogledam | 12. mjesto (37 bodova)
- 2009.: Ništa lično | Onaj Pravi | 10.mjesto (34 bodova)
- 2010.: Sonja Škorić | Čarobna noć | 3.mjesto (113 bodova)
- 2014.: Emilija Đonin | Svet (Svijet) u mojim očima | 10.mjesto (61 bod)
- 2015.: Lena Stamenković | Lenina pesma | 7.mjesto (79 bodova)
- 2016.: Dunja Jeličić | U la la la | 17.mjesto (14 bodova)